# Stazione di Sendagaya
La Stazione di Sendagaya (千駄ケ谷駅?, Sendagaya-eki) è una stazione ferroviaria di Tokyo, si trova a Shibuya, è raggiunta dalla linea Chūō-Sōbu della JR East.

## Linee

### Treni
- East Japan Railway Company: 
  - Linea Chūō-Sōbu